# 山本小百合
山本 小百合（やまもと さゆり、1986年6月17日 - ）は、日本の女性声優。千葉県出身。

## 人物
以前はぷろだくしょんバオバブ（ - 2011年2月）、ぐるーぷ・インパクト、劇団すごろく、オフィス海風に所属していた。
声種は中 - 高音。
趣味は読書、スキー、お酒、ビリヤード、ゲーム。特技は日本舞踊、お菓子作り、テニス。
免許・資格は英語検定3級。
座右の銘は「雨垂れて石を穿つ」、「七転び八起き」。

## 出演作品

### テレビアニメ
- ガールズ&パンツァー

### OVA
- Angel's Feather
- 明和義人（下級生）
- 腐女子の品格（タカコ）
- ぼく、オタリーマン

### Webアニメ
- あぐかる（原木さなえ）

### ゲーム
- 絶体絶命都市3 -壊れゆく街と彼女の歌-（生徒）
- なりそこない英雄譚〜太陽と月の物語〜（風の女神カナ）
- 加奈 〜いもうと〜（PlayStation Portable版）（サブキャラクター）
- ぱすてるチャイムContinue

### 吹き替え
- 春の日のクマは好きですか

### テレビドラマ
- イヌゴエ 第2話（2006年10月、テレビ神奈川）